# Ultrafinitismus
Ultrafinitismus (auch Ultraintuitionismus genannt) ist eine besonders strenge Auslegung des Finitismus in der Philosophie der Mathematik.
Ultrafinitisten beschäftigen sich mit der Konstruktion mathematischer Objekte unter Berücksichtigung der physikalischen Beschränktheit des Menschen. Sie lehnen nicht nur, wie andere Anhänger des Finitismus, die Existenz von mathematischen Strukturen ab, zu deren Konstruktion eine unendliche Zahl von Schritten erforderlich wäre (wie bei der Menge der natürlichen Zahlen {\displaystyle \mathbb {N} }), sondern zweifeln auch am Sinn von Zahlen wie {\displaystyle \left\lfloor e^{e^{e^{79}}}\right\rfloor } (die größte natürliche Zahl, die kleiner ist als Skewes-Zahl). Dies begründen sie damit, dass niemand diese Zahl bisher berechnet hat und dass es möglicherweise physikalisch nicht möglich ist, sie zu berechnen. Die Anzahl der Elementarteilchen im beobachtbaren Universum liegt bei geschätzt {\displaystyle 10^{100}=10^{10^{2}}}, während Skewes-Zahl bei {\displaystyle 10^{10^{10^{34}}}} liegt.
Obwohl Ultrafinitismus eine Form des mathematischen Konstruktivismus ist, wird er von den allermeisten Konstruktivisten als unpraktikabel angesehen. Der konstruktive Logiker A. S. Troelstra formulierte dazu in Constructivism in Mathematics (1988): „Es gibt derzeit keine befriedigende Ausarbeitung“ (“no satisfactory development exists at present”).
Alexander Jessenin-Wolpin war seit 1959 ein führender Vertreter des Ultrafinitismus.